# 路德维希·雅可布·贝尔特勒

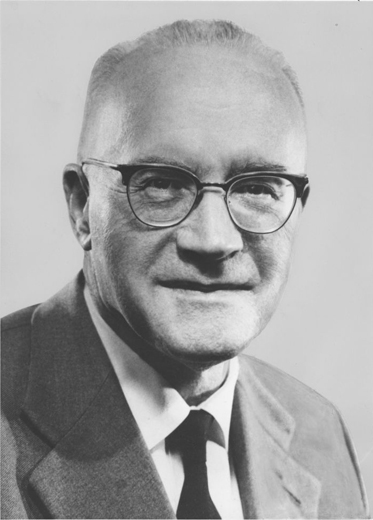
路德维希·雅可布·贝尔特勒

路德维希·雅可布·贝尔特勒（德語：Ludwig Jakob Bertele，1900年12月25日—1985年11月16日），德国光学设计家。

## 生平
1900年生于德国慕尼黑。1920年受聘于德国额内曼公司（Ernemann） 为光学设计师。1926年额内曼并入蔡司公司，贝尔特勒成为蔡司的光学设计师。1945年贝尔特勒移居瑞士，加入Wild 公司设计高空摄影机镜头。  In addition to this he developed objectives for Schacht firm and got special tasks for computations of oculars etc.
1985年11月16日在瑞士威德赫斯逝世。享年85岁。

## 贡献
- 1923年贝尔特勒为额内曼公司的额曼诺斯照相机设计的f/2.0额诺星（Ernostar），这是当时孔径最大的镜头，摄影历史学家公认为是划时代的贡献。
- 1924年贝尔特勒设计了f/1.8额诺星镜头。

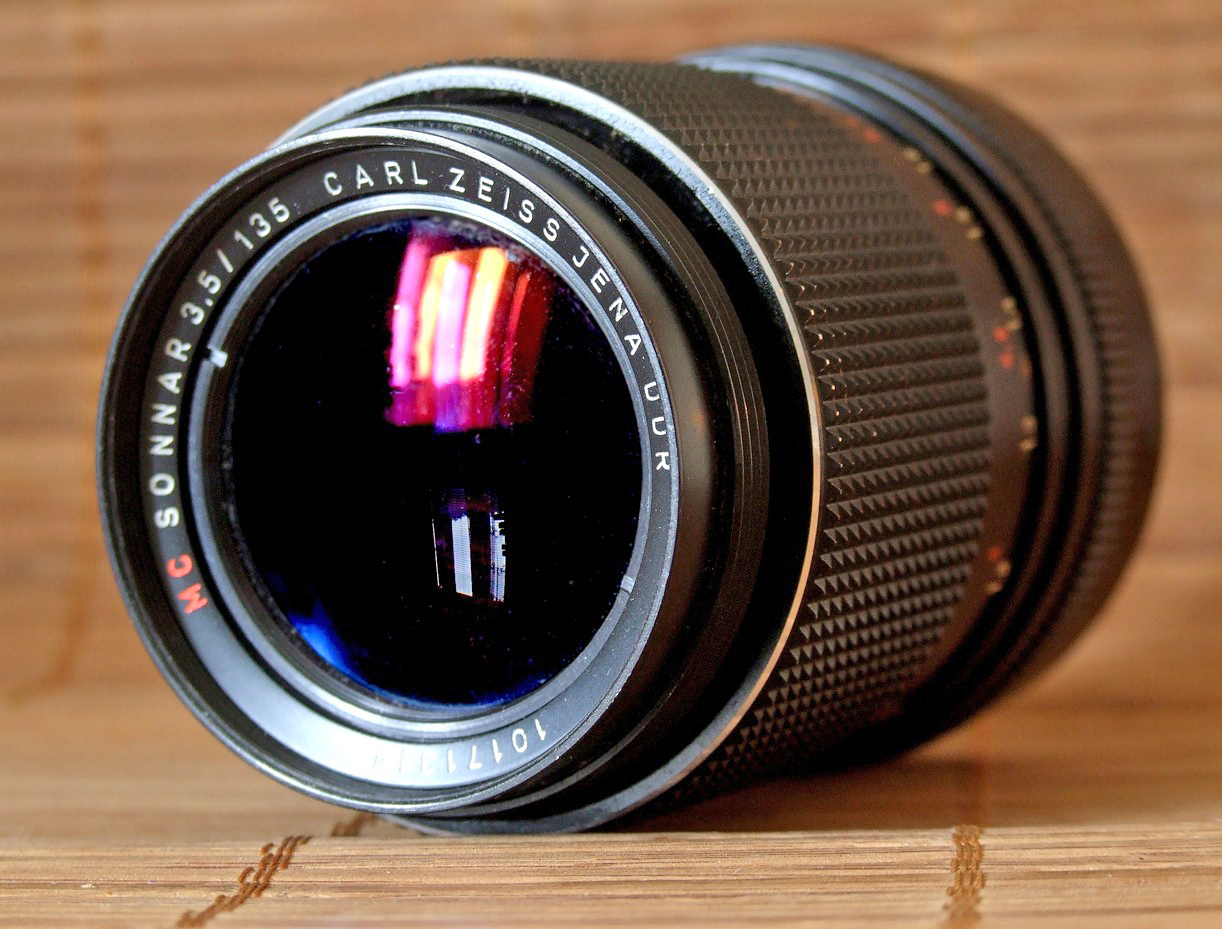
蔡司 索纳镜头

- 1931年贝尔特勒为蔡司公司设计了高速f/2.0索纳镜头(SONNAR),1932年更提高到f/1.5,是当时最大孔径的35毫米照相机镜头。这使蔡司旗下的蔡司·宜康（Zeiss Ikon）的康泰时35毫米照相机和徕卡相机分庭抗礼。